# Christin Lilja
Christin Lilja, född 7 januari 1975, är en svensk före detta fotbollsspelare.
Lilja representerade på klubbnivå först Lotorps IF och sedan norska FK Athene Moss. Hon spelade 19 A-landskamper (2 mål) för Sverige, och var med i Sveriges trupp i EM 1997.
Efter den aktiva karriären har hon varit verksam som tränare. Hon är per 2023 player's manager i IFK Norrköping.